# Martin Reimer

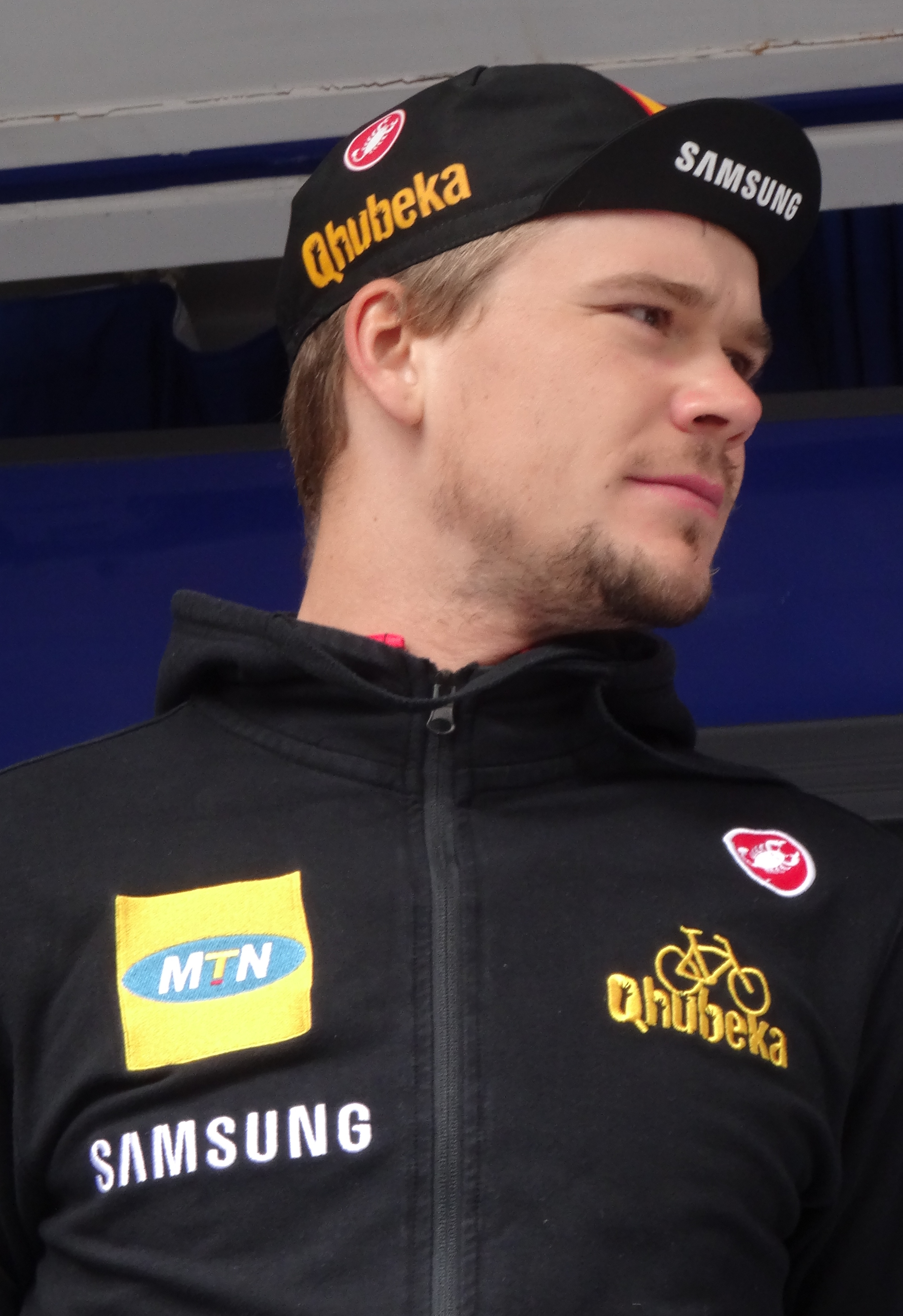
Martin Reimer bei den Quatre Jours de Dunkerque 2014.

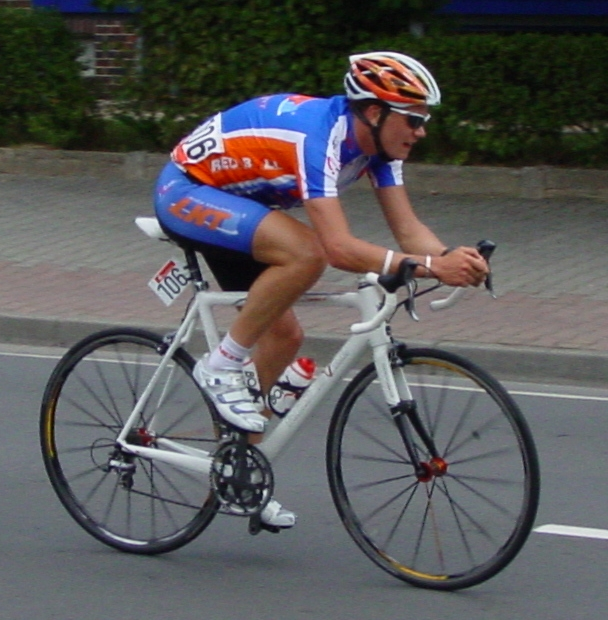
Martin Reimer bei der Sachsen-Tour 2008

Martin Reimer (* 14. Juni 1987 in Cottbus) ist ein ehemaliger deutscher Radrennfahrer.

## Sportliche Laufbahn
Martin Reimer wurde 2006 Zweiter bei dem Eintagesrennen Cottbus-Görlitz-Cottbus. Im Jahr darauf belegte er bei der Tour de Berlin den zweiten Platz auf einem Teilstück. Außerdem wurde er auf der Bahn deutscher Vizemeister in der Mannschaftsverfolgung der Eliteklasse. Bei der deutschen U23-Meisterschaft 2008 in Lorsch gewann er das Straßenrennen.
Ab 2009 fuhr er für das schweizerische Cervélo TestTeam und wurde in Cottbus überraschend Deutscher Meister im Straßenrennen der Elite. Er wechselte nach Auflösung des Cervélo TestTeams 2011 zum niederländischen Radsportteam Argos-Shimano. Da er aufgrund mangelnder Erfolge keinen neuen Vertrag für das Jahr 2012 erhielt, erklärte er im November 2011 seinen Rücktritt vom Radsport. Im Jahr 2013 kehrte er in den Radrennsport als Teil der südafrikanischen Mannschaft MTN Qhubeka zurück, bei dem mit Jens Zemke und Thomas Campana auch ehemalige Mitglieder des Cervélo TestTeams im Management tätig sind. Für die Saison 2015 kehrte er zum LKT Team Brandenburg zurück, beendete aber zum Saisonende seine Karriere.

## Erfolge
2008
- Deutscher Meister – Straßenrennen (U23)

2009
- Deutscher Meister – Straßenrennen (Elite)

## Teams
- 2008 LKT Team Brandenburg
- 2009–2010 Cervélo TestTeam
- 2011 Skil-Shimano
- 2013–2014 MTN Qhubeka
- 2015 LKT Team Brandenburg